# The Orphan (film 1911)
The Orphan è un cortometraggio muto del 1911. Il nome del regista non viene riportato nei credit del film che, prodotto dalla Reliance Film Company, aveva come interpreti Anthony O'Sullivan e Gertrude Robinson.

## Trama
La famiglia Grouch accoglie un'orfana. La sua dolcezza di scontra con le brutte maniere dei ragazzi Grouch che la trattano a insulti. Il pastore aiuta a superare le difficoltà e la famiglia finisce per ravvedersi.

## Produzione
Il film fu prodotto dalla Reliance Film Company.

## Distribuzione
Distribuito dalla Motion Picture Distributors and Sales Company, il film - un cortometraggio in una bobina - uscì nelle sale cinematografiche degli Stati Uniti il 1º luglio 1911.